# Ernst Baier
Pour les articles homonymes, voir Baier.
Ernst Baier (né le 27 septembre 1905 à Zittau en Saxe – mort le 8 juillet 2001 à Garmisch-Partenkirchen en Bavière) est un patineur artistique allemand. Il a gagné de multiples médailles nationales et internationales. C'est en couple, où il patine avec Maxi Herber, qu'il remporte ses principaux titres : cinq fois champion d'Europe, le couple est  quadruple champion du monde et champion olympique aux Jeux olympiques d'hiver de 1936. À ces mêmes Jeux, il remporte également la médaille d'argent en individuel.

## Biographie

### Carrière sportive
Ernst Baier s'est d'abord fait connaître comme un patineur individuel. Il patine pour le club de patinage de Berlin (Berliner Schlittschuhclub). Six fois champion d'Allemagne (de 1933 à 1938), il obtient dix médailles internationale, sans l'or. Il a été triple vice-champion d'Europe (1931 à 1933), double vice-champion du monde (1933-1934) et vice-champion olympique aux Jeux de 1936 à Garmisch-Partenkirchen, à chaque fois derrière Karl Schäfer. Il arrête sa carrière de patineur individuel en 1938.
Parallèlement, à partir de 1934, Ernst Baier patine en couple avec Maxi Herber. Ensemble, ils vont devenir septuple champions d'Allemagne (entre 1934 et 1941) et conquérir onze médailles internationales dont dix en or. Ils vont être cinq fois champions d'Europe (de 1935 à 1939), quatre fois champions du monde (de 1936 à 1939) et champions olympiques de l'épreuce de couples des Jeux de 1936,. Ils arrêtent leurs carrières en 1941, pendant la Seconde Guerre mondiale, alors que toutes les compétitions internationales sont annulées. Le couple s'illustre en effectuant les premiers sauts en parallèles et en créant une unité entre la musique et l'exécution des programmes.

### Reconversion
Parallèlement à sa carrière sportive, Ernst Baier a fait des études en architecture et a été impliqué dans la construction de plusieurs stations de métro à Berlin.
Après la Seconde Guerre mondiale, Ernst Baier et Maxi Herbert patinent dans des spectacles professionnels sur glace et construisent en 1951 leur propre revue Eisballett Maxi und Ernst Baier qu'ils ont ensuite vendu à Holiday on Ice. Ernst Baier met en scène des spectacles sur glace et se tourne vers une carrière d'entraîneur en 1965.

### Famille
Ernst Baier et Maxi Herbert se marient en 1940 et ont deux fils et une fille. Ils divorcent en 1964.
Il se remarie quelques années plus tard avec une patineuse suédoise, avec qui il a une fille.
Après un second divorce, il se remarie une troisième fois.

## Palmarès
| Compétitions en Individuel                                         | 1929 | 1930 | 1931 | 1932 | 1933 | 1934 | 1935 | 1936 | 1937 | 1938 | 1939 | 1940 | 1941 |  |
| Jeux olympiques d'hiver                                            |      |      |      | 5e   |      |      |      | 2e   |      |      |      | JA   |      |  |
| Championnats du monde                                              |      |      | 3e   | 3e   | 2e   | 2e   |      |      |      |      |      | CA   | CA   |  |
| Championnats d’Europe                                              | 7e   | 5e   | 2e   | 2e   | 2e   |      | 3e   | 3e   |      |      |      | CA   | CA   |  |
| Championnats d'Allemagne                                           | 2e   |      |      |      | 1er  | 1er  | 1er  | 1er  | 1er  | 1er  |      |      |      |  |
|                                                                    |      |      |      |      |      |      |      |      |      |      |      |      |      |  |
| Compétitions en Couple                                             | 1929 | 1930 | 1931 | 1932 | 1933 | 1934 | 1935 | 1936 | 1937 | 1938 | 1939 | 1940 | 1941 |  |
| Jeux olympiques d'hiver                                            |      |      |      |      |      |      |      | 1er  |      |      |      | JA   |      |  |
| Championnats du monde                                              |      |      |      |      |      | 3e   |      | 1er  | 1er  | 1er  | 1er  | CA   | CA   |  |
| Championnats d’Europe                                              |      |      |      |      |      |      | 1er  | 1er  | 1er  | 1er  | 1er  | CA   | CA   |  |
| Championnats d'Allemagne                                           |      |      |      |      |      | 1er  | 1er  | 1er  |      | 1er  | 1er  | 1er  | 1er  |  |
| Légende : JA = Jeux olympiques annulés ; CA = Championnats annulés |      |      |      |      |      |      |      |      |      |      |      |      |      |  |